# Дуб «Полупанівський»
Дуб «Полупа́нівський» — ботанічна пам'ятка природи місцевого значення в Україні. Розташована на території Тернопільського району Тернопільської області, біля села Полупанівки, Скалатське лісництво, кв. 15, вид. 5, лісове урочище «Полупанівка».
Площа — 0,02 га, статус отриманий у 1983 році.